# Bessay
Bessay ist eine französische Gemeinde mit 449 Einwohnern (Stand 1. Januar 2022) im Département Vendée in der Region Pays de la Loire. Sie gehört zum Arrondissement Fontenay-le-Comte und zum Kanton Mareuil-sur-Lay-Dissais. Die Einwohner werden Bessayens genannt.

## Geographie
Bessay liegt etwa 25 Kilometer südöstlich von La Roche-sur-Yon am Lay. Der Smagne begrenzt die Gemeinde im Süden. Umgeben wird Bessay von den Nachbargemeinden Moutiers-sur-le-Lay im Norden, Sainte-Pexine im Osten und Nordosten, Saint-Jean-d’Hermine im Südosten, Corpe im Süden sowie Mareuil-sur-Lay-Dissais im Westen.

## Bevölkerungsentwicklung
| Jahr                      | 1962 | 1968 | 1975 | 1982 | 1990 | 1999 | 2006 | 2013 |
| Einwohner                 | 362  | 326  | 306  | 324  | 350  | 337  | 394  | 429  |
| Quelle: Cassini und INSEE |      |      |      |      |      |      |      |      |

## Sehenswürdigkeiten
Siehe auch: Liste der Monuments historiques in Bessay
- Kirche Saint-Jean-Baptiste
- Schloss Bessay aus dem 16. Jahrhundert, Umbauten aus dem 17. und 18. Jahrhundert, seit 1947 Monument historique

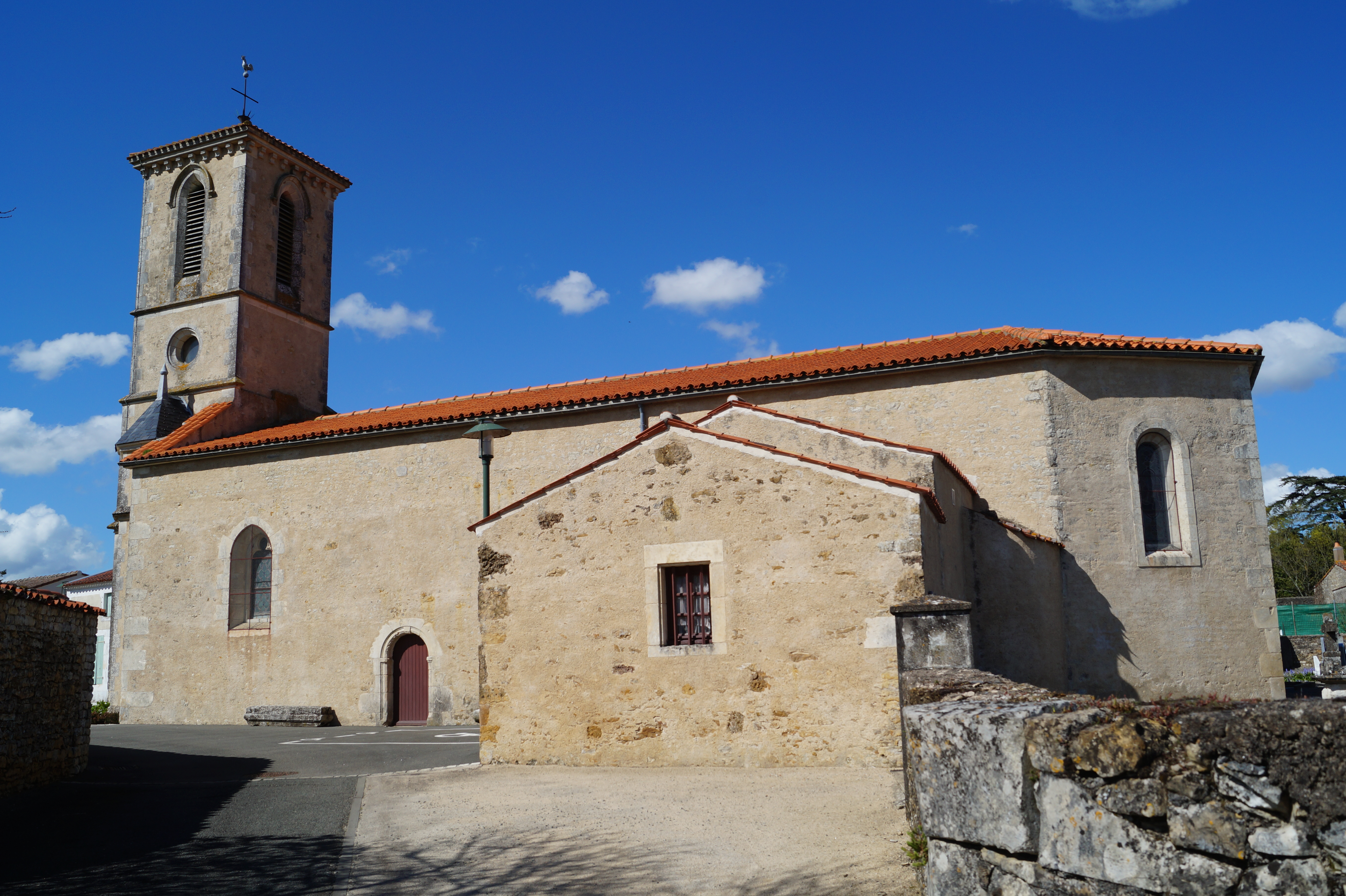
Kirche Saint-Jean-Baptiste